# Megumi Ogata
Megumi Ogata (緒方 恵美 Ogata Megumi, født 6. juni, 1965) er en japansk dubber og er bedst kendt for rollerne som Makoto Naegi og Nagito Komaeda fra Danganronpa, Kurama fra Yu Yu Hakusho, Sailor Uranus fra Sailor Moon, Yugi Mutou fra Yu-Gi-Oh!, og Deep Blue fra Tokyo Mew Mew. Hun har lagt stemme til Shinji Ikari.
 Der er for få eller ingen kildehenvisninger i denne artikel, hvilket er et problem. Du kan hjælpe ved at angive troværdige kilder til de påstande, som fremføres i artiklen.

1. ↑  Navnet er anført på engelsk og stammer fra Wikidata hvor navnet endnu ikke findes på dansk.